# Ernst Gottlieb von Steudel
Ernst Gottlieb (Theophil) von Steudel (* 30. Mai 1783 in Esslingen; † 12. Mai 1856 ebenda) war ein deutscher Arzt und Botaniker. Sein offizielles botanisches Autorenkürzel lautet „Steud.“

## Leben
Er war der Sohn des Johann Samson Steudel und der Regina Catherina Burk. Der Mediziner und Entomologe Wilhelm Steudel war sein Neffe. Am 6. August 1811 heiratete er in Echterdingen (Neckarkreis) Augusta Rosina Sophia Bührer (* 11. August 1787), die Tochter des Victor Matthäus Bührer und der Rosina Elisabeth Godelmann.
Steudel besuchte das Pädagogium seiner Heimatstadt (das heutige Georgii-Gymnasium) und studierte ab 1801 Medizin und Naturwissenschaften in Tübingen, wo er 1805 promovierte. Nach einem Aufenthalt in der Schweiz war er einige Zeit in Wien und in Halle und kehrte 1806 nach Esslingen zurück, wo er sich als praktischer Arzt niederließ. Bald darauf erhielt er auch die Stelle des Oberamts-Tierarztes und wurde 1828 Amtsarzt in der Stadt.
Steudel war seit 1819 Mitglied der Botanischen Gesellschaft zu Regensburg und seit 1822 Korrespondierendes Mitglied der Senckenbergischen Naturforschenden Gesellschaft. 1826 wurde er Mitglied der Leopoldina. Er war auch Mitbegründer des Esslinger Reisevereins.
Sein Sohn, Hellmuth Steudel (1816–1886), war Arzt und Amtsphysikus in Esslingen. Sein Vater benannte 1850 nach ihm die Pflanzengattung Hellmuthia Steud. aus der Familie der Sauergrasgewächse (Cyperaceae).

## Schriften
Neben seiner beruflichen Tätigkeit widmete er sich auch der Botanik und veröffentlichte einige Arbeiten hierzu. 1821 bis 1824 erschien sein Werk Nomenclator botanicus, in welchem er die Namen und Synonyma sämtlicher Pflanzenarten und -gattungen alphabetisch erfasste. In der zweiten Auflage, die zwanzig Jahre später erschien, wurden 6.722 Gattungen und 78.005 Species namentlich aufgezählt. Neben der Familie und dem Wuchsgebiet sind dort auch die Synonyma und die Literaturnachweise verzeichnet. Dieses Werk galt lange Zeit als ein wichtiges Grundlagenwerk der botanischen Taxonomie. Es diente Charles Darwin als Vorbild, als er 1882 Joseph Dalton Hooker mit der Erstellung eines Indexes der Blütenpflanzen, den Index Kewensis betraute. Der von Hooker als Autor beauftragte Benjamin Daydon Jackson nutzte Steudels Nomenclator als erste Grundlage für die Auflistung der Artnamen.
In einem weiteren Werk, der „Synopsis plantarum glumacearum“, das auf elf Bände geplant war, kamen 1855 zwei Hefte heraus, in denen die Gramineen, die Cyperaceen und die Juncaceen und verwandte Taxa behandelt werden.
Mit dem Esslinger Stadtpfarrer Christian Ferdinand Hochstetter gab er 1826 das Werk Enumeratio plantarum germaniae helvetiaeque indigenarum seu Prodromus, quem synopsin plantarum germaniae helvetiaeque edituri botanophilisque adjuvandam commendantes heraus, in dem sämtliche in Deutschland und der Schweiz gefundenen Pflanzenarten erfasst sind. Außerdem veröffentlichte er medizinische Schriften.

## Taxonomische Ehrung
Ihm zu Ehren wurde 1822 von Kurt Sprengel die Gattung  Steudelia Spreng. aus der Pflanzenfamilie der Rotholzgewächse (Erythroxylaceae), 1891 die Gattung Steudelago Kuntze aus der Familie der Rötegewächse (Rubiaceae) und 1930 die Gattung Steudelella Honda aus der Familie der Süßgräser (Poaceae) benannt.